# Тарлтонский университет
Тарлтонский университет (англ. Tarleton State University, сокр. Tarleton) — американский университет в Стивенвилле, штат Техас.
Университет является частью системы Техасского университета A&M, став третьим её членом.
Тарлтонский университет является одним из немногих вузов в Техасе, имеющих две FM-радиостанции: студенческую KXTR-LP и общественную KTRL.

## История и деятельность
Первоначально в 1899 году на пожертвования поселенца Джона Тарлтона был основан Сельскохозяйственный колледж Джона Тарлтона (John Tarleton Agricultural College). Колледж стал членом системы Техасского университета A&M в 1917 году. В 1949 году он был переименован в Колледж Тарлтона (Tarleton State College), а в 1959 году стал учебным учреждением с четырёхгодичным обучением, присуждающим ученую степень. Статус университета получил в 1973 году, приняв свое нынешнее название — Тарлтонский университет. В 2003 году университет он начал предлагать докторские программы.
Тарлтонский университет предлагает 68 программ бакалавров, 28 магистров, две программы младшего специалиста и две программы докторантуры. Он имеет в своём составе семь колледжей по направлениям:
- Agriculture & Environmental Sciences
- Business Administration
- Education
- Graduate Studies
- Health Sciences and Human Services
- Liberal & Fine Arts
- Science & Technology

Президенты:
- 1899—1900 − W.H. Bruce
- 1900—1906 − E.E. Bramlette
- 1906—1908 − Frank M. Martin
- 1908—1909 − J.D. Sandefer
- 1909—1911 − Elzy Dee Jennings
- 1911—1912 − George J. Nunn
- 1912 − Roswell Rogers
- 1913 − James Duncan Hughlett
- 1913—1919 − James F. Cox
- 1919—1945 − J. Thomas Davis
- 1945—1966 − E.J. Howell
- 1966—1982 − William O. Trogdon
- 1982—1991 − Barry B. Thompson
- 1991—2008 − Dennis P. McCabe
- 2008—2019 − F. Dominic Dottavio

С 2019 года 16-м президентом Тарлтонского университета является Джеймс Херли.
Выпускники:
в числе известных людей, окончивших Тарлтонский университет — генерал-майор авиации Крис Адамс, участник Второй мировой войны Джеймс Раддер, музыкант Бингем, Райан, экономист Кейван Дерави, пионер кардиохирургии Норман Шамуэй и другие.
См. Выпускники Тарлтонского университета